# Desayuno de Oración Nacional

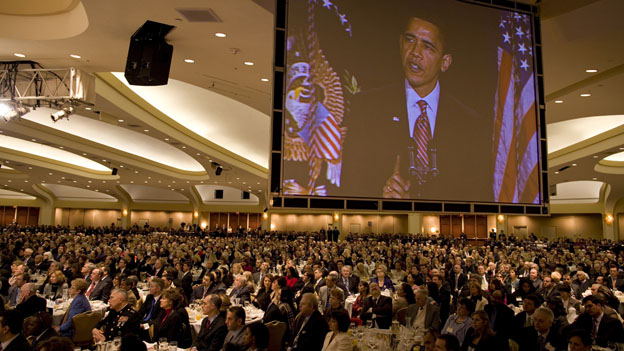
Barack Obama dirigiéndose a los invitados durante el Desayuno de Oración Nacional de 2009.

El Desayuno de Oración Nacional (en inglés, National Prayer Breakfast) es un evento anual que tiene lugar en Washington D. C. (Estados Unidos) el primer jueves de febrero. El fundador de este acto fue Abraham Vereide. El evento, que a día de hoy consiste en una serie de reuniones, almuerzos y cenas, se viene repitiendo desde 1953 y desde 1980 en el hotel Washington Hilton.
El desayuno, celebrado en el salón de bailes del Hilton, acoge a unas 3500 personas, incluidos invitados extranjeros de más de 100 países. Los anfitriones del evento son miembros del Congreso de los Estados Unidos, y es organizado en su nombre por The Fellowship Foundation, una organización conservadora cristiana más conocida como "The Family". Durante los primeros años el acto recibía el nombre de Desayuno de Oración Presidencial, cambiándose en 1970 a Desayuno de Oración Nacional.
El evento está planteado para que sirva de foro a líderes políticos, sociales y empresariales a nivel mundial en el cual se puedan crear relaciones que de otro modo no serían posibles. Desde la creación de este acto, varios estados de Estados Unidos, ciudades y otros países han creado sus propios desayunos de oración nacional.
El evento ha sido criticado por organizaciones como Ateos Americanos y la Freedom From Religion Foundation, que la describen como una violación de la separación entre Iglesia y Estado, separación recogida en la Primera Enmienda a la Constitución de los Estados Unidos.

## Oradores
Cada año varios oradores invitados acuden a los distintos actos vinculados al Desayuno de Oración Nacional. Sin embargo, en el acto principal, el desayuno matinal del jueves, sólo hay dos oradores especiales invitados: el Presidente de los Estados Unidos y otro invitado cuya identidad suele permancer en secreto hasta esa misma mañana. Todos los presidentes desde Dwight D. Eisenhower han participado en el desayuno. La siguiente lista incluye alguno de los invitados especiales al acto:
- 2013 (61.er Desayuno) Dr. Ben Carson, escritor, médico neurocirujano, psicólogo y director de Neurocirugía Pediátrica en el Hospital Johns Hopkins
- 2010 (58.º Desayuno) José Luis Rodríguez Zapatero, Presidente del Gobierno de España.
- 2009 (57.º Desayuno) Tony Blair, ex primer ministro del Reino Unido.
- 2008 (56.º Desayuno) Ward Brehm, director de la U.S. African Development Foundation.
- 2007 (55.º Desayuno) Francis S. Collins, director del Instituto Nacional de Investigación del Genoma Humano.
- 2006 (54.º Desayuno) Bono, cantante irlandés.
- 2005 (53.er Desayuno) Tony P. Hall, representante de los Estados Unidos en las agencias de la ONU de Alimentos y Agricultura.
- 1994 (42.º Desayuno) Teresa de Calcuta.
- 1987 (35º Desayuno) Elizabeth Dole, secretaria de Transporte de Estados Unidos.